# Jaunalūksne socken
Jaunalūksne socken (lettiska: Jaunalūksnes pagasts) är ett administrativt område i Alūksne kommun i Lettland.